# Samotojiwka
Samotojiwka (ukr. Самотоївка) – wieś na Ukrainie, w obwodzie sumskim, w rejonie sumskim, w hromadzie Krasnopilla. W 2001 liczyła 1487 mieszkańców.